# Hôtel de ville de Brazzaville
L'hôtel de ville de Brazzaville est un édifice administratif, conçu par l'architecte français Jean-Yves Normand. Cet ouvrage est un des exemples de l'architecture climatique adaptée aux tropiques.

## Localisation
L'hôtel de ville est situé dans l'arrondissement 3 Poto-Poto, au bord du fleuve Congo, dans le quartier du Plateau, avec en perspective, l'avenue Foch, l'artère commerciale principale de la capitale.
L'avenue Foch avec ses arcades monumentales abritant des magasins, et bordée d'arbres plus que centenaires, débouche sur l'avenue Paul Doumer,.

## Histoire
À son actuel emplacement se trouvait la première maison commune inaugurée en grande pompe en 1912; Brazzaville étant devenue une commune de plein exercice l’année précédente.
La bicoque de style colonial à un seul niveau, présentait des escaliers et un parquet en planches. Cette ancienne bâtisse vestige de cette lointaine époque, subsiste derrière l'édifice actuel. C'est une case au bord du fleuve qui fut la première résidence officielle des maires de Brazzaville.
En contrebas de cette vieille case, sur la berge du fleuve Congo, se trouvait à la fin du XIXe siècle le port Léon, le petit port des religieux du vicariat apostolique du Haut-Congo fondé par Mgr Philippe Augouard. En effet, à cette époque le domaine de la Mission Catholique allait de la cathédrale du Sacré-Cœur jusqu’au fleuve.
De ce minuscule port et chantier naval dont rien ne subsiste aujourd’hui, sont sortis quelques uns des premiers bateaux modernes du Congo, comme le célèbre « Diata-Diata » (Vite-Vite en langue lari) qui conquit les marécages du Nord du pays en 1886, ou le Léon XIII en 1897.
Le projet d'urbanisme de Brazzaville qui prévoyait la construction d'équipements de transport, administratifs et sociaux est réalisé par l'architecte Normand en 1949, sous financement du FIDES et approuvé en 1951.
La décision de construire cet édifice vient du président Fulbert Youlou. Il souhaitait doter la capitale d'un bâtiment moderne digne de la renommée internationale de la ville.
L'appel d'offres est remporté par l'architecte Jean-Yves Normand; tandis que la  société EFAC est adjudicataire des travaux de construction.
Le monument, commencé en 1961, est réceptionné le 24 février 1962 pour un budget total de 150 millions de francs de la Communauté financière d'Afrique (CFA).

## Architecture
C’est une construction de quatre étages fondée sur une dissymétrie savamment calculée entre les volumes, les jeux d’ombres et les couleurs. Le principe directeur de son architecture repose dans sa ligne d'ensemble sobre, dans ses lignes droites qui en se croisant forment un angle droit.

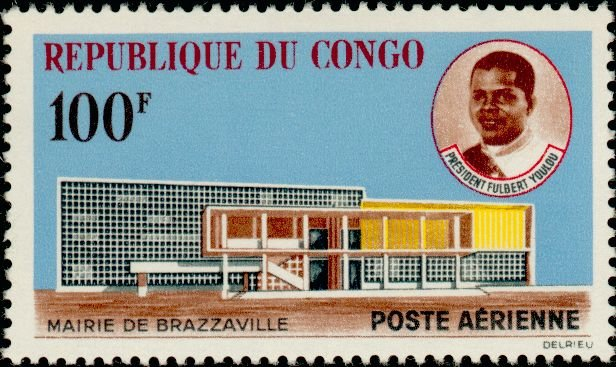
Mairie de Brazzaville (timbre émis en 1963).

Deux couleurs aux tons chauds prédominent :
- Le jaune des volets verticaux orientables, d'une hauteur variant de 4.50 m à 5 m pour moduler l'aération des spacieuses salles de travail.
- Le vert cru des bardages en tôle translucide servant d'appui aux fenêtres des bureaux.

Les deux façades superposées en quinconce présentent chacune deux rangées de sept colonnes, symbolisant les Sept arts.
Un large perron bicolore fait de dalles de couleur ivoire et ébène donne accès à une immense salle au rez-de-chaussée, puis à une autre au sous-sol. Cette place était initialement constituée d'un parking, d'un système de jets d'eau, de parterres fleuris et d'un rond-point le délimitant de l'avenue Foch.
Notons que l’avenue Foch est une des plus anciennes voies de Brazzaville moderne. Elle est imaginée dès 1888 par Mgr Augouard pour relier la cathédrale au port Léon sur le fleuve. En 1892, elle est déjà tracée entièrement et plantée peu après de manguiers aujourd’hui plus que centenaires,.